# Teiu Păunescu
Teiu Păunescu (n. 28 mai 1954, Șerbănești, jud. Olt) este un senator român, care a fost ales, în județul Olt, în mai multe legislaturi: 1990-1992, pe listele partidului FSN; 1992-1996, pe listele PDSR; în 2012 a fost reales din partea PP-DD; ulterior, în 2014, a trecut la UNPR și, în 2016, a devenit independent. În cadrul activității sale parlamentare în legislatura 1990-1992, Teiu Păunescu a fost membru în grupurile parlamentare de prietenie cu Statul Israel, Republica Portugheză, Republica Populară Chineză, Republica Italiană și Regatul Belgia. În legislatura 2012-2016, Teiu Păunescu a fost membru în grupurile parlamentare de Statul Plurinațional Bolivia, Elveția și Regatul Hașemit al Iordaniei. În luna mai 2017, premierul Sorin Grindeanu l-a numit pe Teiu Păunescu secretar de stat la Ministerul Muncii.

## Biografie
Teiu Păunescu s-a născut pe 28 mai 1954, în comuna Șerbănești, județul Olt. 
În 1979, el a absolvit  Facultatea de construcții de la Institutul Politehnic Timișoara, devenind inginer constructor. 
Teiu Păunescu este unul dintre participanții activi la evenimentele revoluționare sângeroase care au avut loc în decembrie 1989, fiind apoi ales senator din partea FSN în 1990 și FDSN în 1992. A mai fost și membru PC. În 2012 a fost ales senator din partea PP-DD, iar în 2014 a trecut la UNPR. În 2016 a candidat din partea ALDE pentru un nou mandat de senator, dar nu a fost ales. În 2017 a fost numit de prim-ministrul Sorin Grindeanu secretar de stat în Ministerul Muncii și Justiției Sociale, rămânând în funcție și în timpul guvernărilor Tudose și Dăncilă. În 2019, când ALDE a ieșit de la guvernare, Păunescu nu și-a dat demisia din minister, motiv pentru care a fost exclus din ALDE. În 2020 a candidat pentru funcția de consilier județean în Olt din partea PRO România. Ulterior a trecut la Alianța pentru Unirea Românilor (AUR), candidând din partea acestui partid pentru un loc de senator la alegerile din 2024.

## Video
- Senatorul Teiu Păunescu, dezamăgit de noua clasă politică